# Kings of Metal
A Kings of Metal az amerikai Manowar együttes hatodik nagylemeze, mely 1988-ban jelent meg. A rajongók nagy része úgy véli, hogy ez az egyik legjobb albumuk. A lemez címe a nemzetközi rajongók hada által a zenekarnak adott titulus.  A lemezen szereplő The Crown And The Ring-et a birmingham-i Szent Pál katedrális 100 tagú férfikórusával és egy nagyzenekarral vették fel. A zenekart heves bírálatok érték, főként a Pleasure Slave és a Blood of the Kings szövegei miatt.
A lemez borítóját ismét Ken Kelly festette, melynek alapötletét a Turrican című videójáték adta. Ez volt az utolsó album, melyet a klasszikus felállás készített el, ugyanis a kiadását követően távozott Ross the Boss gitáros. Minden dalt Joey DeMaio írt, a Kings of Metal kivételével, ebbe Ross the Boss is besegített. 
- A Kings of Metalt a van Canto dolgozta fel Hero című albumán, valamint a Beatsteaks együttes is, a Launched című albumán.
- A Heart of Steelt a finn Thunderstone dolgozta fel.
- A The Crown and the Ringet a német Rapalje együttes dolgozta fel.

## Számlista
1. "Wheels of Fire" (Joey DeMaio) – 4:11
2. "Kings of Metal" (Ross the Boss, DeMaio) – 3:43
3. "Heart of Steel" (DeMaio) – 5:10
4. "Sting of the Bumblebee" (DeMaio) – 2:45
5. "The Crown and the Ring (Lament of the Kings)" (DeMaio) – 4:53
6. "Kingdom Come" (DeMaio) – 3:55
7. "Pleasure Slave" (DeMaio) – 5:37 (csak a CD-változaton szerepel)
8. "Hail and Kill" (the Boss, DeMaio) – 5:54
9. "The Warriors Prayer" (DeMaio) – 4:20
10. "Blood of the Kings" (DeMaio) – 7:30

## Zenészek
- Eric Adams - ének
- Ross the Boss - elektromos gitár
- Joey DeMaio - basszusgitár
- Scott Columbus - dob